# الجمعية الوطنية السنغالية

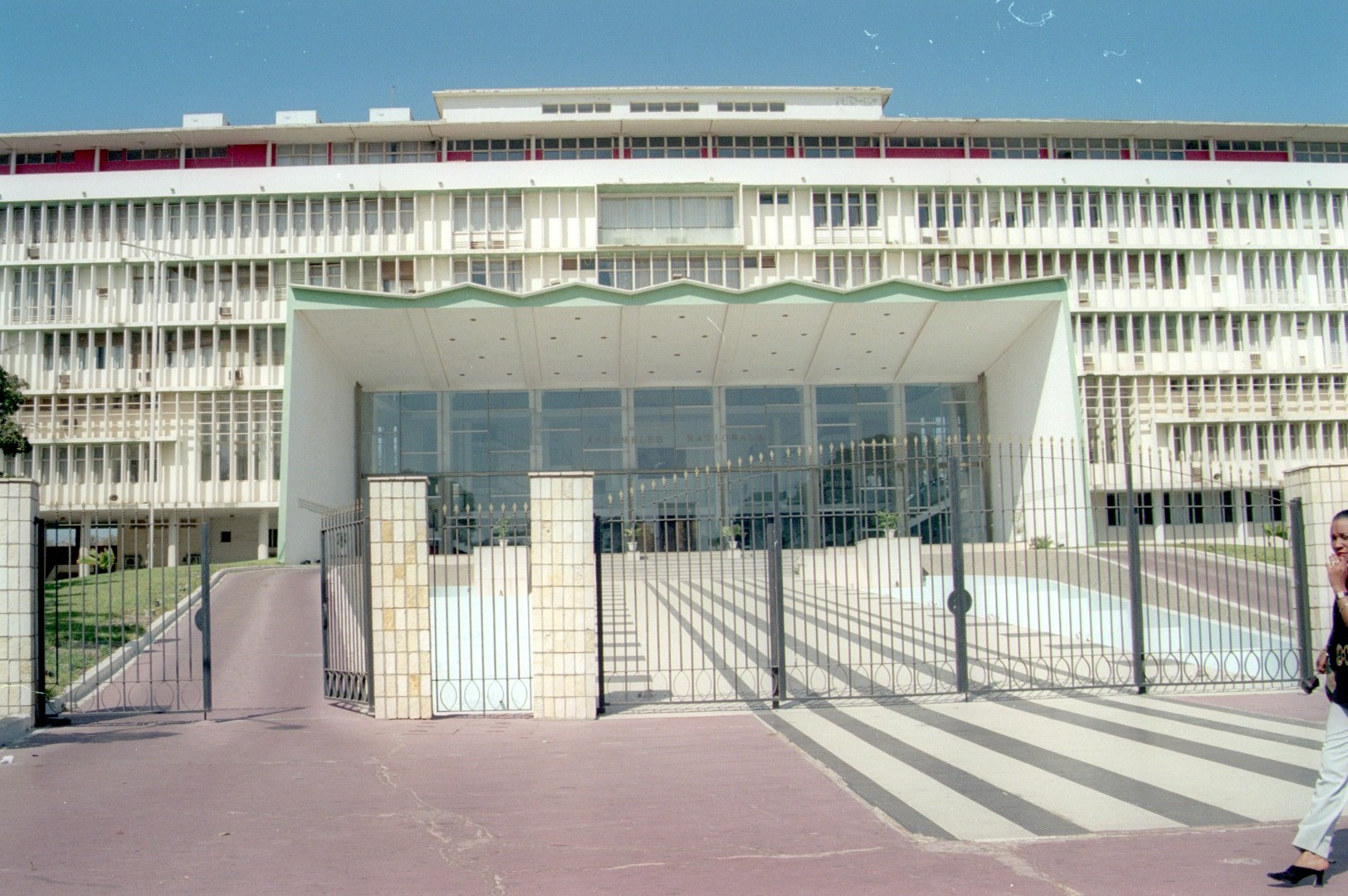
مقر الجمعية الوطنية السنغالية في دكار

## الجمعية الوطنية السنغالية
الجمعية الوطنية السنغالية، شكل في أعقاب الانتخابات التي أجريت في 29 أبريل 2001، من مجموعة مكون من 150 عضوا منتخبين وكانت الولاية مدتها خمس سنوات. النظام الانتخابي نظام (MMM) الأغلبية أعضاء مختلطة. وينتخب النواب تسعين في المقاطعات واحدة والاحتقان 35 (الإدارات) بأصوات كتلة حزب الأغلبية البسيطة (التعددية) (PBV، الفوز بقائمة الحزب يأخذ جميع المقاعد في المقاطعة). يتم ملء المقاعد المتبقية 60 التناسب استناداً إلى توزيع الأصوات الوطنية. لدى الناخبين في الاقتراع واحد والتصويت لقائمة الحزب. يتم تطبيق هذا الاقتراع واحدة كل تصويت الأغلبية وتتناسب مع التهم الموجهة
قالب:Senegalese parliamentary election, 2007

## نتائج انتخابات الجمعية الوطنية السنغالية
| حزب سياسي/ائتلاف                                              | انتخابات Year | انتخابات Year | انتخابات Year | انتخابات Year | انتخابات Year | انتخابات Year | انتخابات Year | انتخابات Year |
| حزب سياسي/ائتلاف                                              | 1963          | 1968(1)       | 1973(1)       | 1978          | 1983          | 1988          | 1993          | 1998          |
| ------------------------------------------------------------- | ------------- | ------------- | ------------- | ------------- | ------------- | ------------- | ------------- | ------------- |
| Senegalese Progressive Union (UPS) (note 2)                   | 80            | -             | -             | -             | -             | -             | -             | -             |
| Socialist Party of Senegal (PS)                               | -             | 80            | 100           | 83            | 111           | 103           | 84            | 93            |
| الحزب الديموقراطي السنغالي (PDS)                              | -             | -             | -             | 17            | 08            | 17            | 27            | 23            |
| التجمع الوطني الديمقراطي (RND)                                | -             | -             | -             | -             | 01            | -             | -             | 01            |
| العصبة الديموقراطية - حركة حزب العمل (LD-MPT)                 | -             | -             | -             | -             | -             | -             | 03            | 03            |
| Let Us Unite Senegal (JLS) (note 3)                           | -             | -             | -             | -             | -             | -             | 03            | -             |
| حزب الاستقلال والعمل (PIT)                                    | -             | -             | -             | -             | -             | -             | 02            | 01            |
| الاتحاد الديمقراطي السنغالي - المجدد (UDS-R)                  | -             | -             | -             | -             | -             | -             | 01            | 01            |
| الاتحاد للتجديد الديمقراطي (URD)                              | -             | -             | -             | -             | -             | -             | -             | 11            |
| And-Jëf-African Party for Democracy and Socialism ‏ (AJ-PADS)  | -             | -             | -             | -             | -             | -             | -             | 04            |
| Convention of Democrats and Patriots-Garab Gi ‏ (CDP-Garab Gi) | -             | -             | -             | -             | -             | -             | -             | 01            |
| جبهة الاشتراكية والديمقراطية (FSD-BJ)                         | -             | -             | -             | -             | -             | -             | -             | 01            |
| Gaïndé Centrist Bloc (BGC)                                    | -             | -             | -             | -             | -             | -             | -             | 01            |
| Total                                                         | 80            | 80            | 100           | 100           | 120           | 120           | 120           | 140           |

ملاحظه
الاتحادالسنغالي التدريجي (UPS) كان سابقا «الحزب الاشتراكي».
وكانت السنغال دولة متطرف من عام 1966 إلى عام 1974. وتم بعد ذلك قيام «الحزب الاشتراكي» بترشيح في انتخابات عام 1968 و1973.
اتحدوا في السنغاليين في (جلس) كانت مؤلف من ثلاثة الأحزاب سياسية-الوطنية الديمقراطية (التجمع)، وحزب Jëf أفريقي للديمقراطية والاشتراكية (AJ-PAD)، واتفاقية للديموقراطيين والوطنيين-جرب معهد جوته (Gi جرب CDP).

### قائمة رؤساء الجمعية الوطنية
| President                     | Began            | Ended           | Political Party            |
| ----------------------------- | ---------------- | --------------- | -------------------------- |
| أمادو لامين غيي               | 1960             | 1968            |                            |
| Amadou Cissé Dia              | 1968             | 1983            |                            |
| حبيب ثيام                     | 1983             | 1984            |                            |
| Daouda Sow ‏                   | 12 April 1984    | 1988            |                            |
| Abdoul Aziz Ndaw              | 1988             | 1993            | Socialist Party of Senegal |
| Cheikh Abdoul Khadre Cissokho | 1993             | 2001            | Socialist Party of Senegal |
| Youssou Diagne                | 2001             | 12 June 2002    |                            |
| بيب ديوب                      | June 2002        | June 2007       | الحزب الديموقراطي السنغالي |
| ماكي سال                      | 20 June 2007     | 9 November 2008 | الحزب الديموقراطي السنغالي |
| مامادو سيك                    | 16 November 2008 | present         | الحزب الديموقراطي السنغالي |

### الوصلات الخارجية
- (بالفرنسية) National Assembly of Senegal - Official site